# Farida (chanteuse)
Pour les articles homonymes, voir Farida.
Farida nom de scène de Concetta Gangi, née à Catane (Sicile) le 26 septembre 1946 et morte à Taormine le 30 septembre 2024, est une chanteuse italienne.

## Biographie
Concetta Gangi est née à Catane  en 1946 d'un père italien et une mère égyptienne. Après avoir participé à divers concours de chanson, sous le pseudonyme de Ketty Gangi, elle participe en 1966 au Festival des inconnus d'Ariccia, événement organisé par Teddy Reno et Rita Pavone, où elle se fait connaître des producteurs de disques Demetrio Stratos et Giuni Russo.
Le premier enregistrement, en 1968, est Supergiù, superman. C'est la face B d'un 45 tours arrangé par Ruggero Cini pour la bande originale du film Les Trois Fantastiques Supermen à Tokyo. L'année suivante elle obtient le premier succès avec les chansons Io per lui et La voce del silenzio, et prend définitivement le nom de « Farida ». Dans les spectacles au Piper Club de Rome, elle se consacre à l'interprétation de chansons d'auteurs-compositeurs-interprètes comme Míkis Theodorákis, Charles Aznavour et Luigi Tenco. 
En 1970, elle participe au Cantagiro avec la chanson Pensami stasera. Au cours de l'événement, elle est remarquée par l'auteur-compositeur-interprète polonais Czesław Niemen, qui l'invite au Festival de musique de Sopot. Cette participation confère à Farida une certaine popularité, dans les pays d'Europe de l'Est,.
En 1979, en Italie, Farida participe au spectacle Erozero. Le spectacle de Renato Zero se déroule sous un chapiteau itinérant à travers l'Italie.
En 1981 elle crée l'EP  Complicità, produit à nouveau par Renato Zero, quatre chansons (Basta, Sì o no, Mentirò et Mister Uomo) avec des arrangements de Ruggero Cini. En 1983, elle collabore avec Franco Battiato pour le single  Rodolfo Valentino/Oceano Indiano. À partir du milieu des années 1980, après son mariage et la maternité, elle se retire de la scène.
En 2005, elle revient sur scène et enregistre l'album Decisamente complici.
Le 16 février 2009, elle se produit en Pologne à l'Université Adam Mickiewicz de Poznań lors d'un concert célébrant le 70e anniversaire de Czesław Niemen. Après le concert, un procès s'ouvre entre Farida et Małgorzata Niemen pour les droits de la chanson  Musica Magica.
Farida meurt à Taormine le 30 septembre 2024 à l'âge de 78 ans.

## Discographie

### Album
- 1974 : Farida
- 2005 : Decisamente complici (avec Walter Farina)

### EP
- 1981 : Complicità

### Singles
- 1968 : Fanfara, fanfara... fanfara?/Supergiù superman
- 1968 : Io per lui/Il pianoforte
- 1969 : La tempesta/Lui è un angelo
- 1969 : Non c'è che lui/La voce del silenzio
- 1969 : Vedrai, vedrai/Una vita di più
- 1970 : Pensami stasera/L'anima
- 1975 : Soli/Fumo di legna
- 1978 : Io/Rabbia
- 1979 : Il mago delle nuvole/Io donna (split avec Yo Yokaris)
- 1979 : Al limite di noi/Io donna
- 1979 : Rabbia/Io (sous le nom "Luna")
- 1983 : Rodolfo Valentino/Oceano Indiano